# Anáhuac (Tamaulipas)
Anáhuac es una localidad mexicana situada en el estado de Tamaulipas, dentro del municipio de Valle Hermoso.

## Geografía
La localidad de Anáhuac se localiza en el noreste del municipio de Valle Hermoso, a una altura media de 18 m s. n. m.
Al igual que la totalidad del municipio, Anáhuac se encuentra dentro de una llanura. Predomina el clima semicálido subhúmedo, con lluvias escasas todo el año.

## Demografía
De acuerdo con el Censo de Población y Vivienda realizado en 2020 por el Instituto Nacional de Estadística y Geografía (INEGI), en Anáhuac había un total de 3371 habitantes, 1724 mujeres y 1647 hombres; convirtiéndola en la segunda localidad más poblada del municipio.
En el censo de 2020, se tuvo un registro de 1278 viviendas, de las cuales: 1016 estaban habitadas y 262 deshabitadas.

### Evolución demográfica
| Gráfica de evolución demográfica de Anáhuac entre 1960 y 2020 |
|                                                               |
| Fuente: Instituto Nacional de Estadística y Geografía         |